# Restio rupicola
Restio rupicola är en gräsväxtart som beskrevs av Esterh. Restio rupicola ingår i släktet Restio och familjen Restionaceae. Inga underarter finns listade i Catalogue of Life.